# Alexandria (album)
Alexandria is het eerste album van Adrian Borland and The Citizens. Het album verscheen in 1989. Op het album combineert Borland rock met klassieke muziek: in veel nummers van het album worden instrumenten als viool en klarinet gebruikt. 

## Muzikanten
Adrian Borland - Zang en alle gitaren
Neil Rickerby - Basgitaar
Danny Thompson - Contrabas
Anthony Thislethwaite - Saxofoon, harmonica en tamboerijn
Chris Payne - Keyboards en piano
Graham Ward - Drums en timpani
Colvin Mayers - Keyboards
Simon Walker - Viool
Richard Kirstein - Klarinet
John Metcalfe - Viool
Ivan Groznyc - Cello
Louisa Fuller - Viool
Martin Sutton - Viool
Sumishta Brahms - Achtergrondzang
Steve Sebastian - Achtergrondzang

## Tracklist
Alle nummers zijn geschreven door Adrian Borland
1. Light The Sky
2. Rogue Beauty
3. Beneath The Big Wheel
4. Community Call
5. No Ethereal
6. Other Side Of The World
7. Crystalline
8. Shadow Of Your Grace
9. Weight Of Stuff
10. She's My Heroine
11. Deep Deep Blue